# Fredrik Ljungberg
Karl Fredrik "Freddie" Ljungberg (phát âm tiếng Thụy Điển: [ˈfreːdrɪk ²jɵŋːbærj]; sinh ngày 16 tháng 4 năm 1977) là một cựu cầu thủ bóng đá Thụy Điển thi đấu ở vị trí tiền vệ và hiện là trợ lý huấn luyện viên của câu lạc bộ Arsenal.
Anh khởi đầu sự nghiệp ở Halmstad và sau đó dành phần lớn sự nghiệp tại Arsenal. Tại Arsenal, anh giành được hai chức vô địch Ngoại hạng và ba Cúp FA, ghi bàn trong hai trận chung kết trong đó có chung kết năm 2002. Sau khi rời Arsenal năm 2007, anh thi đấu tại một số câu lạc bộ ở Anh, Scotland, Hoa Kỳ, Nhật Bản và Ấn Độ. Ljungberg có 75 trận đấu cho Đội tuyển bóng đá quốc gia Thụy Điển, tham dự Giải vô địch bóng đá châu Âu 2000, 2004 và 2008, cũng như Giải vô địch bóng đá thế giới 2002 và 2006. Anh là đội trưởng của đội tuyển Thụy Điển từ 2006 tới năm 2008.
Ljungberg là người mẫu của hãng đồ lót Calvin Klein cho tới năm 2007. Trước đó anh đại diện cho Nike, Procter & Gamble, L'Oréal, Puma SE, Beats, ESPN và Pepsi.

## Thống kê sự nghiệp

### Đội tuyển quốc gia
| Đội tuyển bóng đá Thụy Điển | Đội tuyển bóng đá Thụy Điển | Đội tuyển bóng đá Thụy Điển |
| Năm                         | Trận                        | Bàn                         |
| --------------------------- | --------------------------- | --------------------------- |
| 1998                        | 6                           | 1                           |
| 1999                        | 7                           | 0                           |
| 2000                        | 8                           | 0                           |
| 2001                        | 9                           | 0                           |
| 2002                        | 5                           | 0                           |
| 2003                        | 4                           | 1                           |
| 2004                        | 10                          | 4                           |
| 2005                        | 7                           | 5                           |
| 2006                        | 8                           | 1                           |
| 2007                        | 6                           | 1                           |
| 2008                        | 5                           | 0                           |
| Tổng                        | 75                          | 13                          |

### Bàn thắng quốc tế
Sweden score listed first, score column indicates after each Ljungberg goal.
| #  | Ngày                 | Địa điểm                                            | Trận | Đối thủ       | Bàn thắng | Kết quả | Giải đấu                 | Tham khảo |
| -- | -------------------- | --------------------------------------------------- | ---- | ------------- | --------- | ------- | ------------------------ | --------- |
| 1  | 28 tháng 5 năm 1998  | Sân vận động Malmö, Malmö, Thụy Điển                | 3    | Đan Mạch      | 1–0       | 3–0     | Giao hữu                 | [ 9 ]     |
| 2  | 31 tháng 3 năm 1999  | Sân vận động Śląski, Chorzów, Ba Lan                | 8    | Ba Lan        | 1–0       | 1–0     | Vòng loại Euro 2000      | [ 10 ]    |
| 3  | 7 tháng 6 năm 2003   | Sân vận động Serravalle, Serravalle, San Marino     | 37   | San Marino    | 3–0       | 6–0     | Vòng loại Euro 2004      | [ 11 ]    |
| 4  | 14 tháng 6 năm 2004  | Sân vận động José Alvalade, Lisboa, Bồ Đào Nha      | 41   | Bulgaria      | 1–0       | 5–0     | Euro 2004                | [ 12 ]    |
| 5  | 4 tháng 9 năm 2004   | Sân vận động Quốc gia Ta' Qali, Ta' Qali, Malta     | 46   | Malta         | 4–0       | 7–0     | Vòng loại World Cup 2006 | [ 8 ]     |
| 6  | 4 tháng 9 năm 2004   | Sân vận động Quốc gia Ta' Qali, Ta' Qali, Malta     | 46   | Malta         | 6–0       | 7–0     | Vòng loại World Cup 2006 | [ 8 ]     |
| 7  | 9 tháng 10 năm 2004  | Sân vận động Råsunda, Stockholm, Thụy Điển          | 48   | Hungary       | 1–0       | 3–0     | Vòng loại World Cup 2006 | [ 8 ]     |
| 8  | 9 tháng 2 năm 2005   | Stade de France, Paris, Pháp                        | 50   | Pháp          | 1–0       | 1–1     | Giao hữu                 | [ 13 ]    |
| 9  | 26 tháng 3 năm 2005  | Sân vận động Quốc gia Vasil Levski, Sofia, Bulgaria | 51   | Bulgaria      | 1–0       | 3–0     | Vòng loại World Cup 2006 | [ 8 ]     |
| 10 | 26 tháng 3 năm 2005  | Sân vận động Quốc gia Vasil Levski, Sofia, Bulgaria | 51   | Bulgaria      | 3–0       | 3–0     | Vòng loại World Cup 2006 | [ 8 ]     |
| 11 | 4 tháng 6 năm 2005   | Ullevi, Göteborg, Thụy Điển                         | 52   | Malta         | 5–0       | 6–0     | Vòng loại World Cup 2006 | [ 8 ]     |
| 12 | 3 tháng 9 năm 2005   | Sân vận động Råsunda, Stockholm, Thụy Điển          | 53   | Bulgaria      | 1–0       | 3–0     | Vòng loại World Cup 2006 | [ 8 ]     |
| 13 | 15 tháng 6 năm 2006  | Sân vận động Olympic, Berlin, Đức                   | 59   | Paraguay      | 1–0       | 1–0     | World Cup 2006           | [ 8 ]     |
| 14 | 13 tháng 10 năm 2007 | Sân vận động Rheinpark, Vaduz, Liechtenstein        | 68   | Liechtenstein | 1–0       | 3–0     | Vòng loại Euro 2008      | [ 14 ]    |